# Boiu, Hunedoara
Boiu este un sat în comuna Rapoltu Mare din județul Hunedoara, Transilvania, România.

## Lăcașuri de cult
Biserica din satul Boiu, închinată „Sfinților Arhangheli Mihail și Gavriil”, a fost construită în perioada 1909-1912, în timpul păstoririi preotului Eftimie Costescu. Are un plan dreptunghiular, cu un altar patrulater, cu unghiul în ax, ușor decroșat; naosul este prevăzut cu două absidiole laterale, semicirculare. Deasupra intrării apusene a fost ridicat un turn-clopotniță masiv, cu un coif de factură neobarocă. La acoperirea lăcașului s-a folosit tabla. Suprafața interioară a pereților a fost împodobită iconografic în anul 1994, de pictorul Vasile Nițulescu din Brașov. Ultimele renovări s-au efectuat în anii 1998 și 2008. Sfințirea bisericii s-a făcut în 2001.

## Galerie de imagini

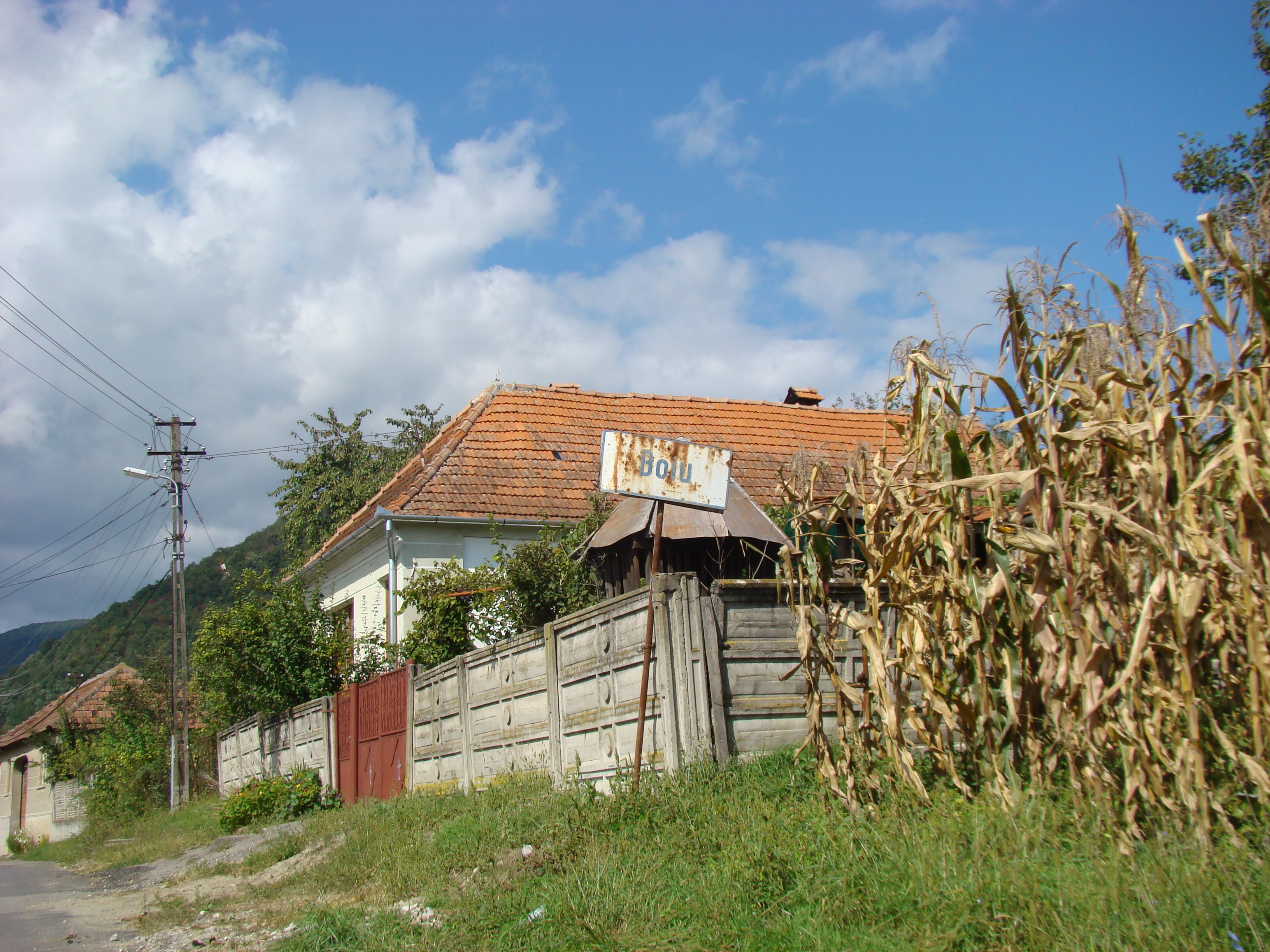
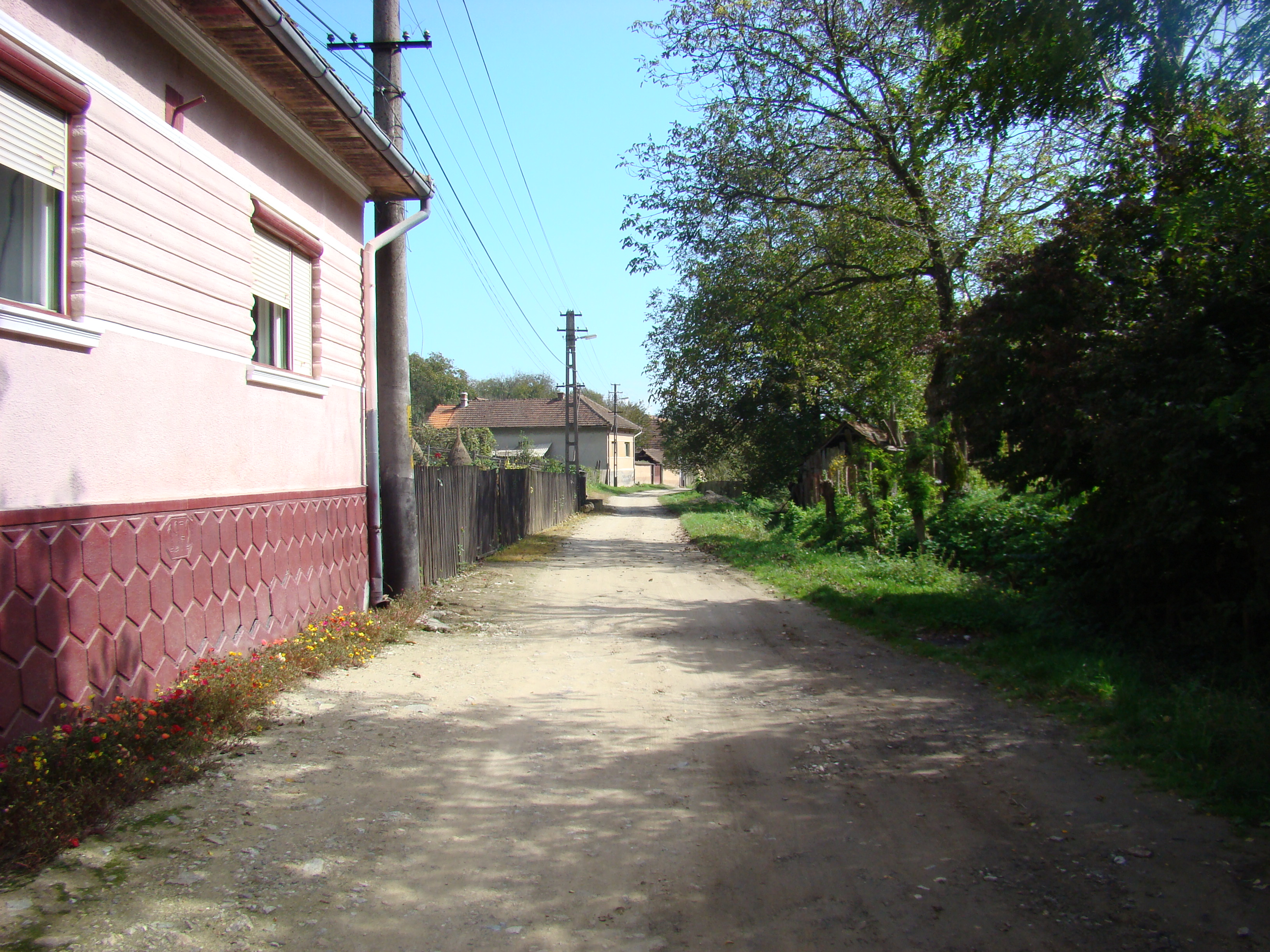
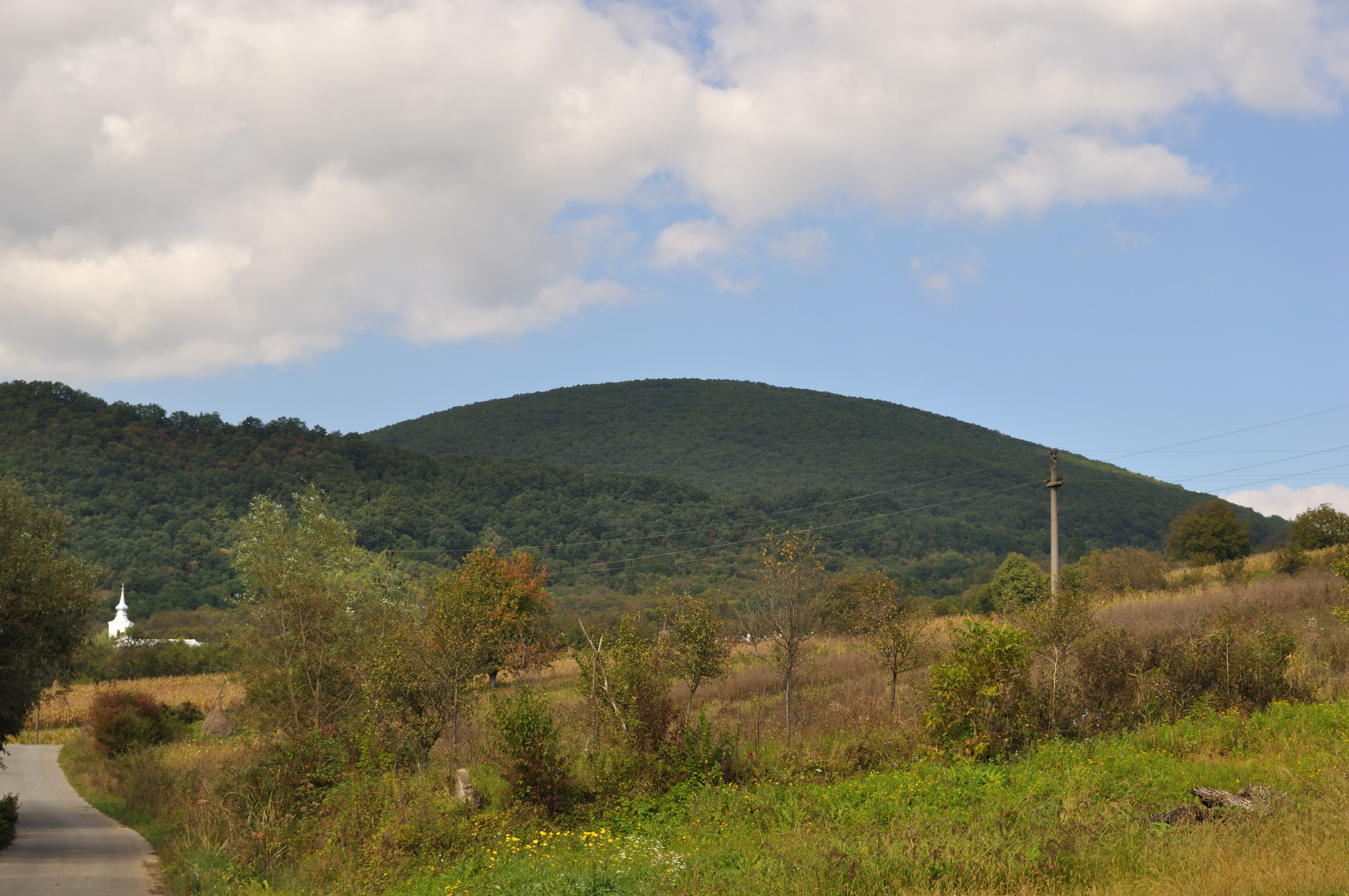